# Пронин, Филипп Евгеньевич
Филипп Евгеньевич Пронин (укр. Філіп Євгенович Пронін; род. 29 сентября 1982, Киев) — украинский политический деятель. Председатель Государственной службы финансового мониторинга Украины с 31 декабря 2024 года. 12-й председатель Полтавской областной государственной администрации (10 октября 2023 — 30 декабря 2024).

## Биография
С 2003 по 2004 год работал финансистом ООО «Отделкстрой».
В 2005 году окончил Киевский национальный экономический университет, специальность — международная экономика, квалификация — магистр по международной экономике.
С 2005 по 2008 год работал специалистом (главным специалистом) департамента аналитической работы в Государственном комитете финансового мониторинга Украины. Специализировался на финансовых расследованиях, связанных с деятельностью банковских учреждений, государственными монополиями, незаконным возмещением НДС.
С 2008 по 2010 год работал в украинском офисе компании KPMG. Отвечал за создание и развитие группы независимых финансовых расследований. Деятельность подразделения была сосредоточена на корпоративной разведке, финансовых расследованиях и противодействии отмыванию средств.
С 2010 по 2017 годы работал в Государственной службе финансового мониторинга Украины заместителем директора Департамента финансовых расследований — начальником управления анализа рисков и типологических исследований.
В 2017 году возглавил Управление выявления и розыска активов Национального агентства Украины по вопросам выявления, розыска и управления активами, полученными от коррупционных и других преступлений.
В 2018 году окончил частное высшее учебное заведение «финансово-правовой колледж», специальность — правоведение, квалификация — бакалавр.
С января 2020 по октябрь 2023 года — заместитель председателя Национального агентства Украины по вопросам выявления, розыска и управления активами, полученными от коррупционных и других преступлений.
Аккредитованный эксперт MONEYVAL (Совет Европы) по проведению оценки национальных систем противодействия отмыванию средств, правительственный эксперт Украины по вопросам имплементации Конвенции ООН против коррупции. До увольнения из АРМА представитель Украины в международных платформах по вопросам выявления и розыска активов: CARIN, Interpol, StAR и совместном проекте Европейской комиссии и Европола «платформе офисов по возврату активов ЕС». Представлял Украину в Минских переговорах о нарушении Российской Федерацией Международной конвенции о борьбе с финансированием терроризма. Бывший член Совета по предотвращению и противодействию легализации (отмыванию) доходов, полученных преступным путём, финансированию терроризма и распространению оружия массового уничтожения.
С 10 октября 2023 до 30 декабря 2024 года — председатель Полтавской областной государственной администрации.
28 декабря 2024 года Кабинет министров Украины поддержал проект указа президента Украины об отставке главы Полтавской ОВА Филиппа Пронина.
30 декабря 2024 года президент Украины Владимир Зеленский издал указ об увольнении Филиппа Пронина с должности председателя Полтавской областной государственной администрации согласно поданному им заявлению.
31 декабря 2024 года назначен председателем Государственной службы финансового мониторинга Украины.
Член СНБОУ (с 4 февраля 2025).

## Личная жизнь
Женат. Имеет дочь и сына.
Владение языками: украинский — свободно, английский — свободно, немецкий — со словарём.